# Marko Elsner
Marko Elsner (11. dubna 1960 Lublaň – 18. května 2020 Lublaň) byl slovinský fotbalista, obránce, který reprezentoval bývalou Jugoslávii a poté i samostatné Slovinsko.

## Fotbalová kariéra
Hrál v jugoslávské lize za NK Olimpija Lublaň a FK Crvena zvezda, ve francouzské lize za OGC Nice a v rakouské lize za FC Admira Wacker Mödling. S FK Crvena zvezda vyhrál v roce 1984 jugoslávskou ligu a v roce 1985 jugoslávský pohár. V Poháru mistrů evropských zemí nastoupil v 8 utkáních, v Poháru vítězů pohárů nastoupil v 5 utkáních a v Poháru UEFA nastoupil v 8 utkáních. Za reprezentaci Jugoslávie nastoupil v letech 1984-1988 ve 14 utkáních a za reprezentaci Slovinska nastoupil ve 2 utkáních. Byl členem jugoslávské reprezentace na Mistrovství Evropy ve fotbale 1984, ale do utkání nezasáhl. Byl kapitánem jugoslávské olympijské reprezentace na LOH 1984, kdy s týmem získal bronzové medaile za 3. místo.

## Ligová bilance
| Ročník                        | Zápasy | Góly | Klub                     |
| ----------------------------- | ------ | ---- | ------------------------ |
| Jugoslávská Prva liga 1977/78 | 5      | 2    | NK Olimpija Lublaň       |
| Jugoslávská Prva liga 1978/79 | 32     | 5    | NK Olimpija Lublaň       |
| Jugoslávská Prva liga 1979/80 | 6      | 0    | NK Olimpija Lublaň       |
| Jugoslávská Prva liga 1980/81 | 5      | 0    | NK Olimpija Lublaň       |
| Jugoslávská Prva liga 1981/82 | 30     | 2    | NK Olimpija Lublaň       |
| Jugoslávská Prva liga 1982/83 | 29     | 5    | NK Olimpija Lublaň       |
| Jugoslávská Prva liga 1983/84 | 32     | 0    | FK Crvena zvezda         |
| Jugoslávská Prva liga 1984/85 | 33     | 1    | FK Crvena zvezda         |
| Jugoslávská Prva liga 1985/86 | 21     | 2    | FK Crvena zvezda         |
| Jugoslávská Prva liga 1986/87 | 32     | 0    | FK Crvena zvezda         |
| Ligue 1 1987/88               | 37     | 6    | OGC Nice                 |
| Ligue 1 1988/89               | 34     | 0    | OGC Nice                 |
| Ligue 1 1989/90               | 34     | 0    | OGC Nice                 |
| Rakouská bundesliga 1990/91   | 17     | 0    | FC Admira Wacker Mödling |
| Ligue 2 1991/92               | 21     | 0    | OGC Nice                 |
| Ligue 2 1992/93               | 3      | 0    | OGC Nice                 |
| CELKEM 1. liga                | 347    | 0    |                          |